# Jacques Sturm

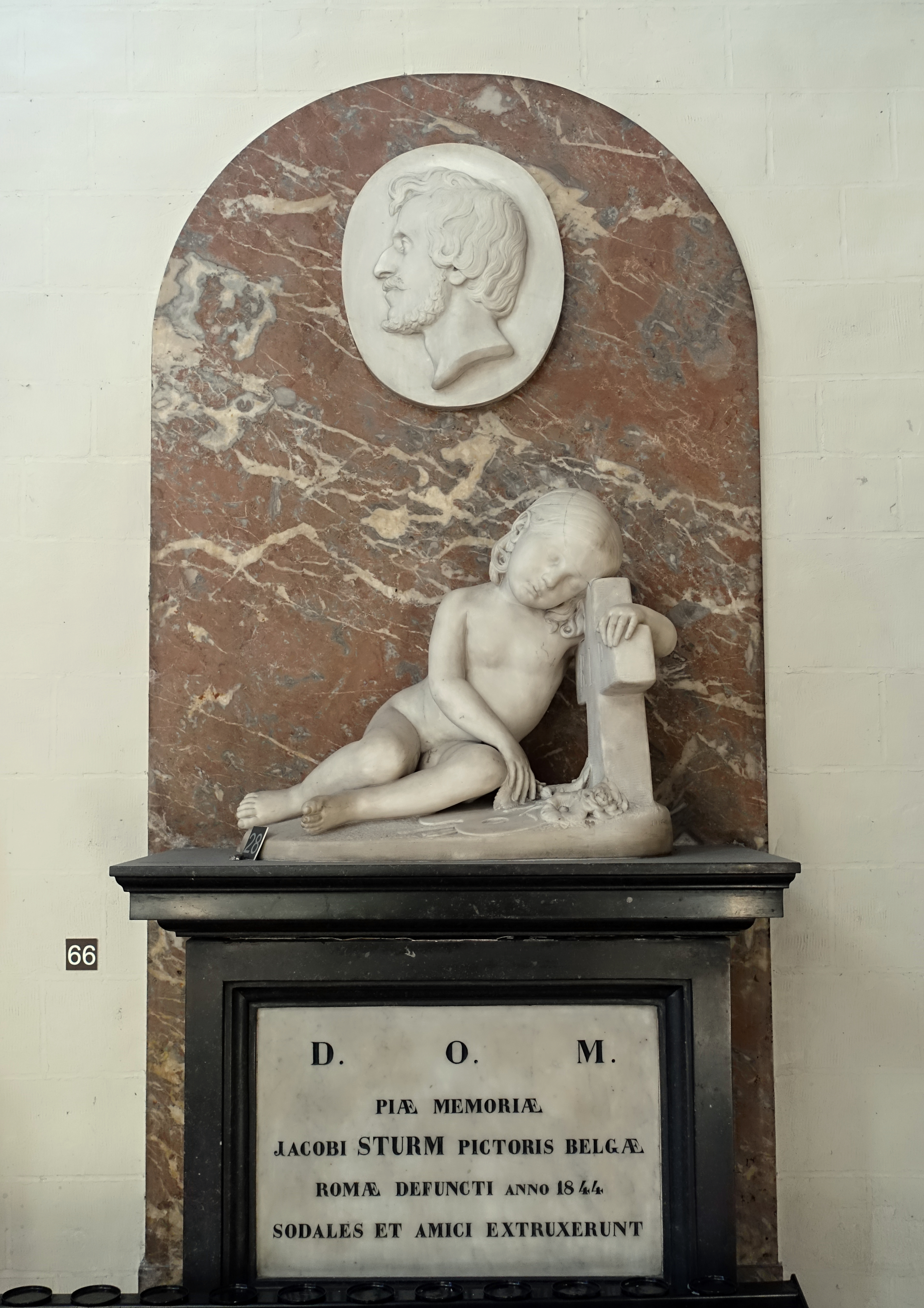
Jacques Sturm-monument in de Kapellekerk in Brussel (1845)

Jacques Sturm (Luxemburg-Stad, 13 maart 1807 – Rome, 10 januari 1844) was een Luxemburgs kunstschilder, tekenaar en lithograaf.

## Leven en werk
Jacques of Jacob Sturm was een zoon van pruikenmaker Jean-Baptiste Sturm en Marguerite Champagne. Hij werd opgeleid op het atelier van zijn vader en kreeg aan de gemeentelijke tekenschool les Pierre Maisonnet en Jean-Baptiste Fresez. Fresez beval hem aan bij lithograaf Marcellin Jobard in Brussel en van 1825 tot aan de Belgische Revolutie in 1830 werkte Sturm in diens bedrijf. Hij werkte er onder meer aan Chateaux et Monuments des Pays-Bas van Jean-Joseph De Cloet. Sturm studeerde verder aan de Koninklijke Academie voor Schone Kunsten (1834-1839), onder leiding van François-Joseph Navez.
Sturm maakte lithografieën, vanaf ca. 1830 tekende hij nauwkeurig uitgewerkte portreten en begon in 1836 met schilderen van romantische en christelijk-religieuze genrestukken. In 1838 debuteerde hij op de Luikse salon, met onder andere een studie van Paulus en het schilderij Faust et Marguerite dans le jardin de la vieille Marthe. Op de triënnale in Brussel toonde hij in 1839 het schilderij Le Christ tenté par Satan sur la Montagne, dat de verzoeking van Christus voorstelt. Sturm trok in 1841 naar Parijs om daar verder te leren en werd een jaar later ingeschreven aan de Franse Academie in de Villa Medici in Rome.
Jacques Sturm overleed in Rome op 36-jarige leeftijd. Na zijn dood werden monumenten voor hem opgericht in de Sint-Juliaan-der-Vlamingen in Rome en de Onze-Lieve-Vrouw-ter-Kapellekerk in Brussel (Jozef Jan Tuerlinckx, 1845). In Bonnevoie werd in 1962 een straat naar hem vernoemd.

## Enkele werken

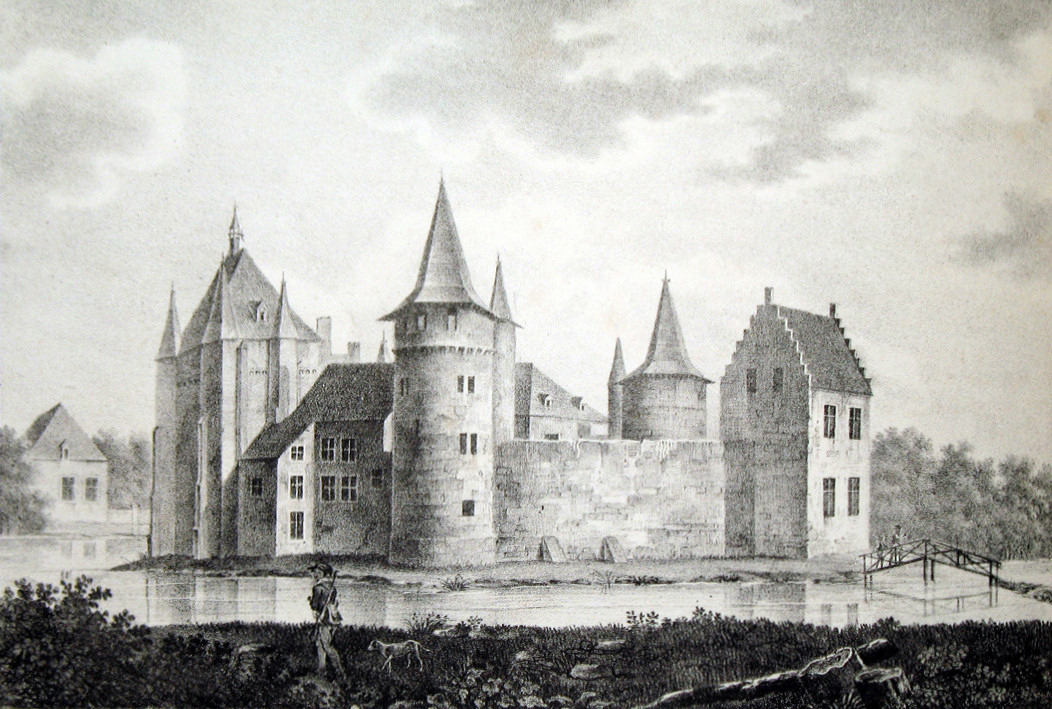
Kasteel van Laarne (1827)
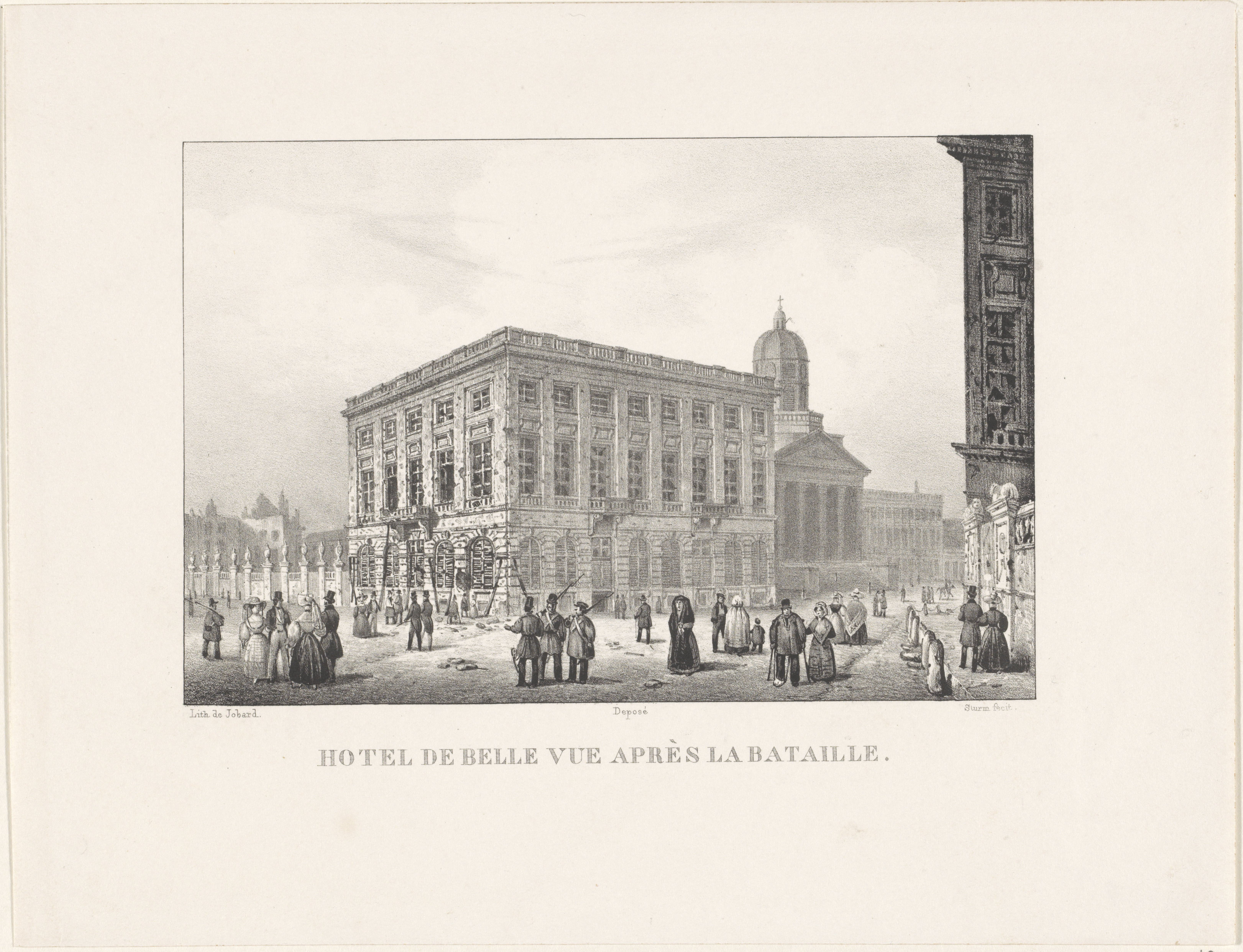
Hôtel Belle-Vue aan het Koningsplein in Brussel (1830)
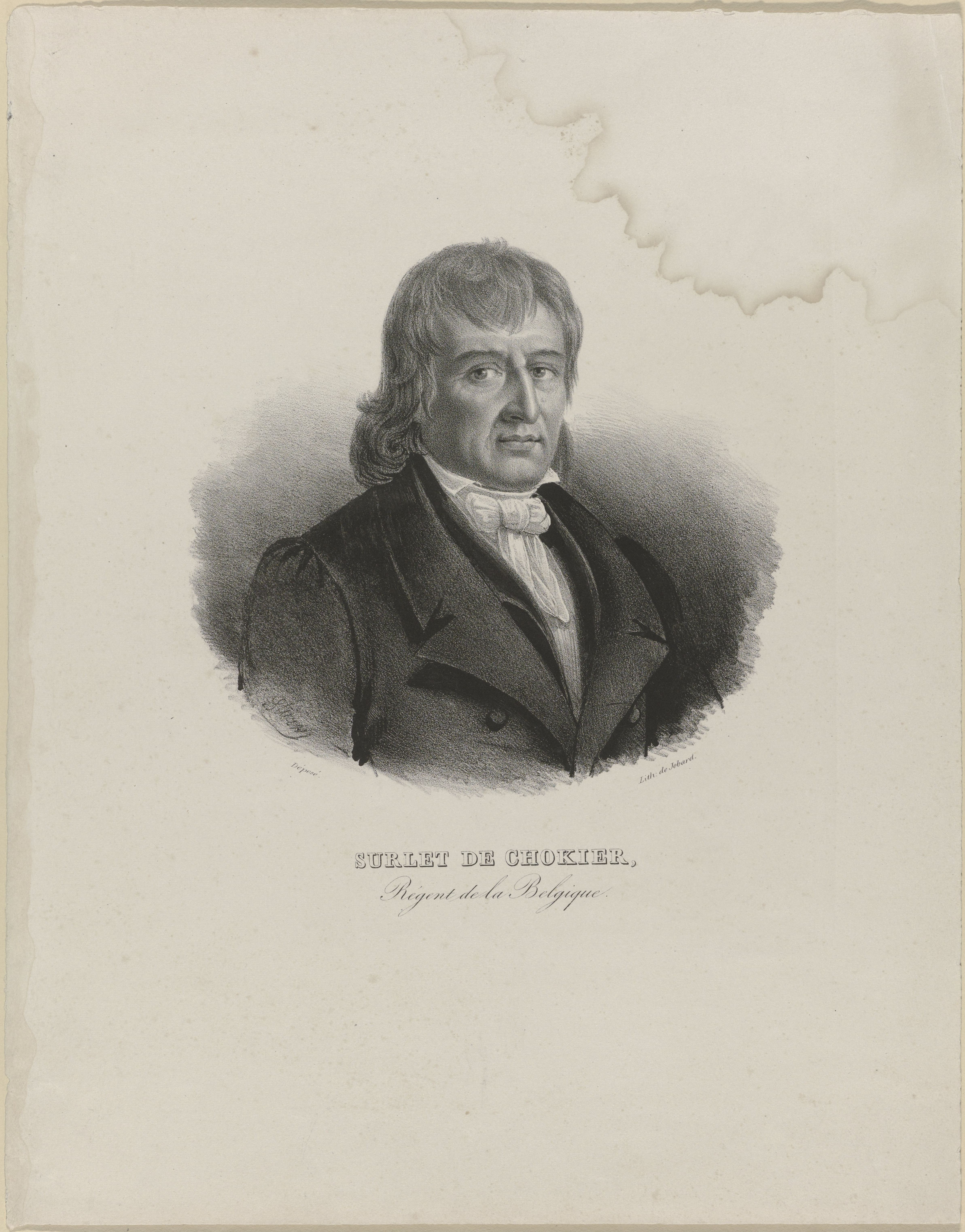
Portret van Erasme Louis Surlet de Chokier (1830)
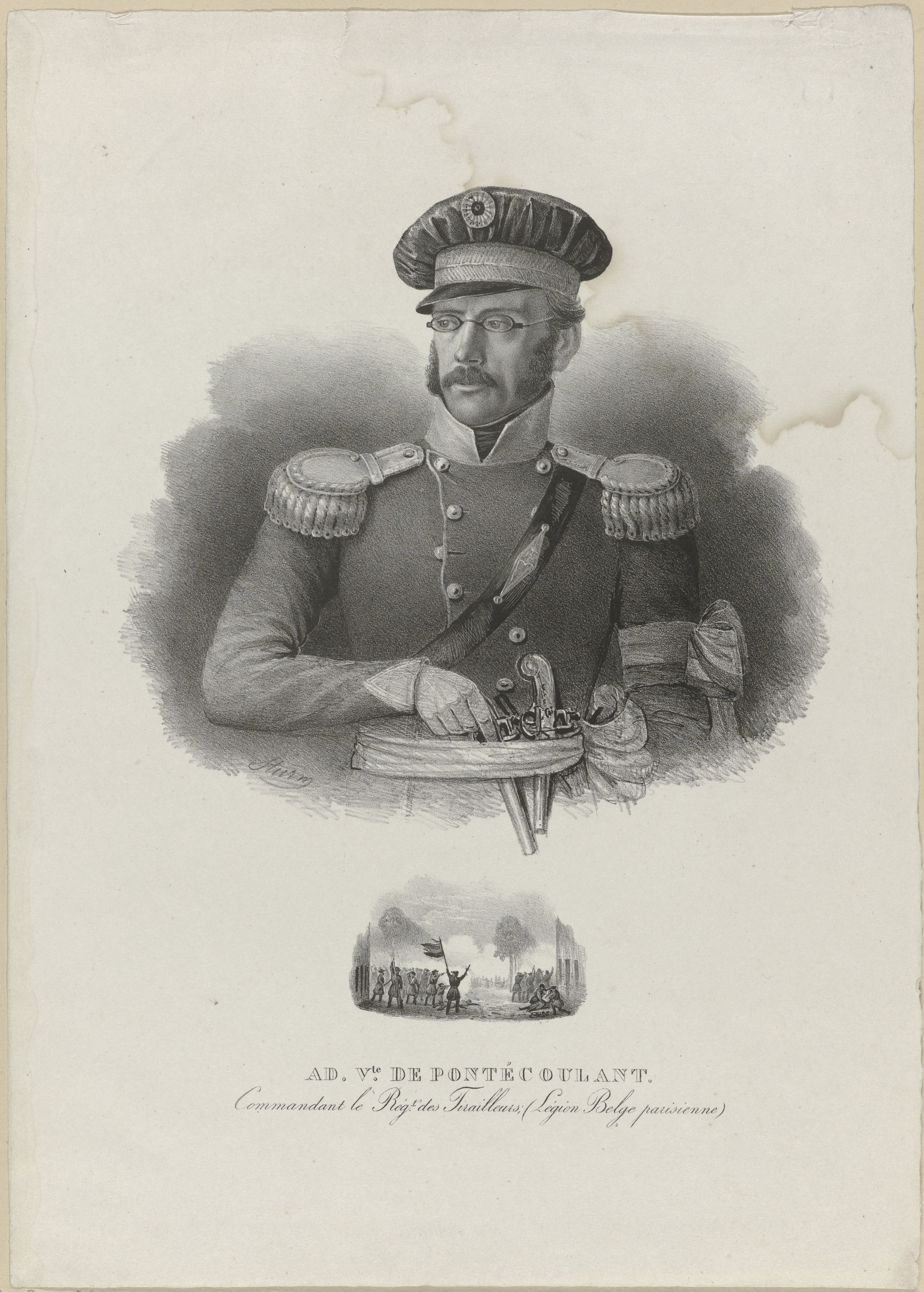
Portret van Louis-Adolphe de Pontécoulant (1830)
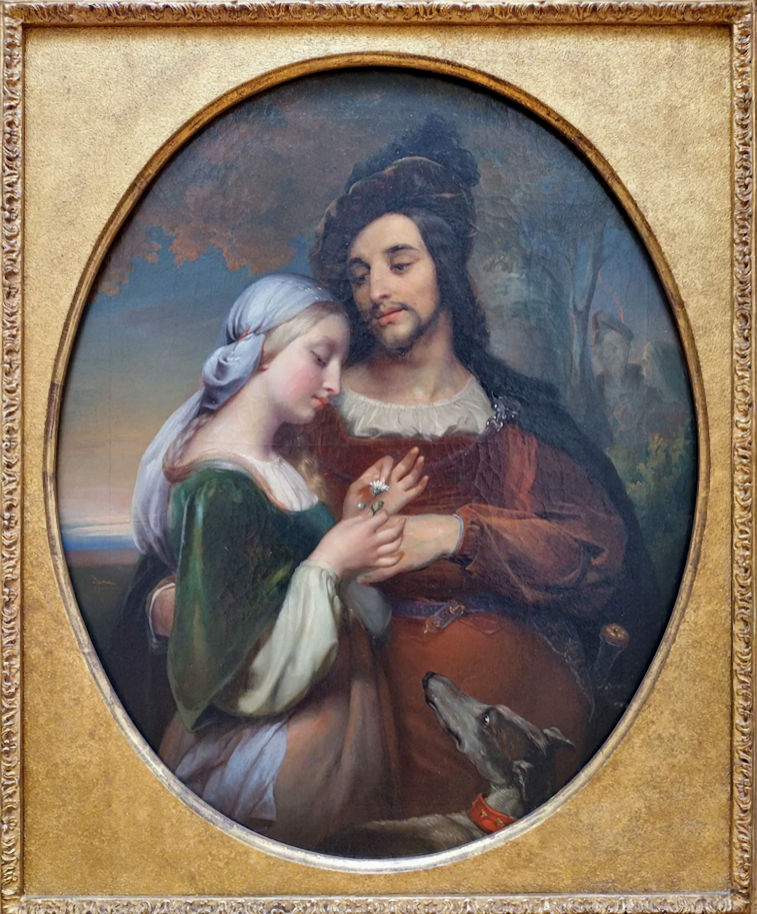
Faust et Marguerite dans le jardin de la vieille Marthe (1838)
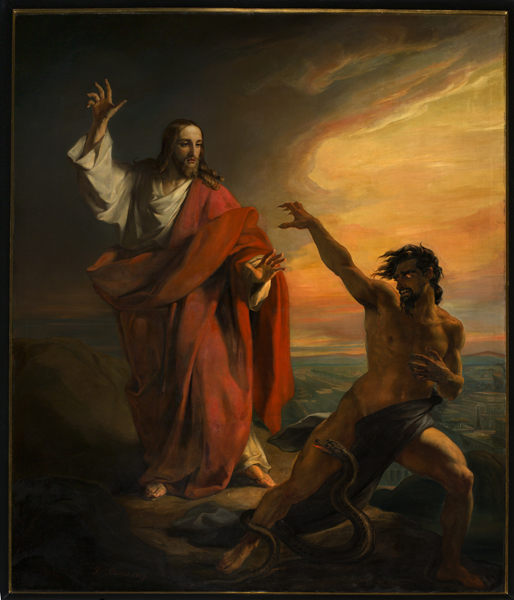
Le Christ tenté par Satan sur la Montagne (1839), collectie Sint-Hermesbasiliek in Ronse

- Musée national d'archéologie, d'histoire et d'art: lkl000137
- RKD-Nederlands Instituut voor Kunstgeschiedenis: 75961
- Union List of Artist Names: 500176351
- Virtual International Authority File: 130092824